# 소탑불연
서요 감천태후 소탑불연(西遼 感天太后 蕭塔不煙, 1098년? ~ 1150년?)은 서요의 황후이자 황태후로 덕종(德宗) 야율대석(耶律大石)의 부인이자 인종(仁宗) 야율이열(耶律夷列)과 승천태후(承天太后) 야율보속완(耶律普速完)의 어머니이다. 1143년부터 1150년까지 7년간 수렴청정을 하였다.

## 생애
1143년 야율대석이 57세의 나이로 사망하자 야율이열이 다음 황제가 되어야 했으나 아직 나이가 어렸기 때문에 그녀가 수렴청정을 하고 연호를 함청(咸靑)이라 했다.
1150년 야율이열이 장성하자 수렴청정을 그만두고 얼마 뒤에 죽었다. 시호는 감천태후(感天太后)이다.